# Reductobates humeratus
Reductobates humeratus är en kvalsterart som beskrevs av Balogh och Sandór Mahunka 1966. Reductobates humeratus ingår i släktet Reductobates och familjen Liebstadiidae. Inga underarter finns listade i Catalogue of Life.